# Joan Burton

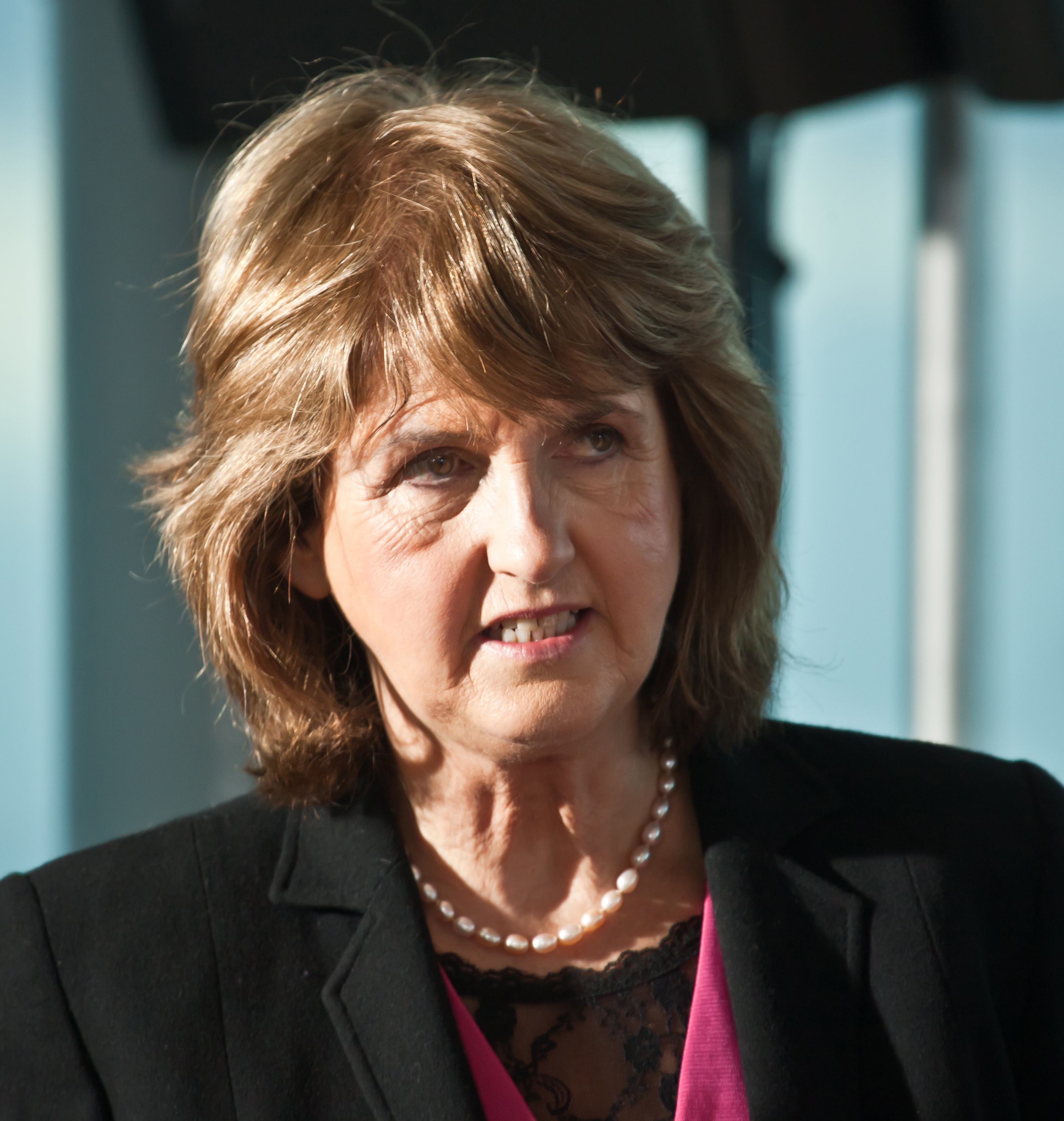
Joan Burton (2011)

Joan Burton (irisch Siobhán de Bhurtúin, * 1. Februar 1949) ist eine irische Politikerin und war vom 4. Juli 2014 bis zum 20. Mai 2016 Vorsitzende der Irish Labour Party.

## Leben
Joan Burton war nach einem Studium am University College Dublin zunächst als vereidigte Buchprüferin tätig, ehe sie später Lecturer für Rechnungswesen am Dublin Institute of Technology (DIT) sowie Gastdozentin an der University of Dar es Salaam (UDSM) war.
Nach einer erfolglosen Kandidatur 1989 wurde sie 1992 als Kandidatin der Irish Labour Party erstmals zur Abgeordneten (Teachta Dála) in das Unterhaus (Dáil Éireann) gewählt und vertrat dort zunächst bis 1997 den Wahlkreis Dublin West. Während dieser Zeit war sie von Januar bis November 1994 Staatsministerin im Ministerium für soziale Wohlfahrt in der von Premierminister (Taoiseach) John Bruton geleiteten „Regenbogenkoaliton“ von Fine Gael, Irish Labour Party und Democratic Left. Nach einer Regierungsumbildung war sie anschließend von Dezember 1994 bis Juni 1997 Staatsministerin im Außenministerium und als solche für überseeische Entwicklungshilfe und humanitäre Hilfen zuständig.
Nach ihrer Wahlniederlage 1997 verlor sie ihr Mandat im Unterhaus und wurde bei der Kommunalwahl 1999 im Stimmbezirk Castleknock zum Mitglied des Grafschaftsrates des County Fingal (Fingal County Council) gewählt. 2002 erfolgte dann auch wieder ihre Wahl ins Unterhaus, in dem sie seitdem erneut den Wahlkreis Dublin West vertritt. 2007 wurde Joan Burton außerdem zur Vize-Vorsitzenden der Irish Labour Party gewählt.
Am 9. März 2011 berief sie der neue Premierminister Enda Kenny nach der Bildung der Koalition aus Fine Gael und Irish Labour Party zum Sozialministerin in die irische Regierung. Von 2014 bis 2016 war sie Tánaiste.
Bei den Wahlen zum Dáil Éireann 2020 verlor sie ihr Mandat erneut.